# ليتل باي
ليتل باي هي بلدة ساحلية قيد الإنشاء، تقع في جزيرة مونسترات الكاريبية التابعة للمملكة المتحدة، ومن المفترض أن تصبح عاصمة مونتسرات بعد الإنشاء.